# Silent Hill: The Escape
Silent Hill: The Escape («Сайлент Хилл: Побег», дословно: Тихий Холм: Побег) — видеоигра из серии Silent Hill для мобильных телефонов.

## Геймплей
Цель каждого из десяти уровней Silent Hill: The Escape — найти ключ и открыть им запертую дверь, чтобы попасть на следующий. Поискам мешают разнообразные враждебные монстры от которых можно избавляться путём стрельбы. Перспектива в игре от первого лица.

## Критика
Колетт Беннетт из Destructoid отметила, что игра может заинтересовать поклонников серии, но назвала её «очень простым опытом». Леви Бьюкенен из IGN раскритиковал игру, назвав её «медленной и раздражающей», что, по его мнению, мешает созданной атмосфере.